# Эрик I (герцог Мекленбурга)
Эрик I, герцог Мекленбургский (нем. Erich fon Mecklenburg; после 1359 года, вероятно, в 1365 году — 26 июля 1397) — герцог Мекленбургский и наследник шведского престола.

## Биография
Эрик был старшим сыном короля Швеции Альберта Мекленбургского и королевы Рихарды Шверинской, дочери графа Отто I Шверинского.
В 1389 году войска королевы Дании Маргрете I одержали победу над шведскими войсками, которыми командовал его отец; Альберт и Эрик попали в плен. Они были освобождены в 1395 году после трехлетних переговоров с участием Хинриха Вестхофа и Иоганна Нибура, мэров Любека.
Позже в том же году Альберт поручил Эрику отвоевать Готланд. Летом 1396 года армия под руководством Эрика высадилась на острове, а весной 1397 года его армия победила войско Свена Стуре, который перешёл на его сторону. Также в 1397 году королевства Дания, Норвегия и Швеция были объединены в Кальмарскую унию, что укрепило позиции королевы Маргрете I.
Эрик Мекленбургский умер от чумы в 1397 году в своем поместье Ландескроне. Он был похоронен в церкви Святой Марии, также известной как собор Висбю.

## Семья
12 или 13 февраля 1396 года женился на Софии, дочери герцога Богислава VI Померании-Вольгастского, брак был бездетным.